# Bruce Mapes
Bruce Mapes (16 de agosto de 1901 - 18 de febrero de 1961) fue un patinador artístico estadounidense de principios del siglo XX. En 1913, el salto ahora conocido como el flip se hizo conocido por su apellido, pero no se sabe con certeza si fue el inventor. En 1920 Mapes inventó el toe loop o bucle picado, salto conocido como mapes en el patinaje artístico sobre ruedas. Fue director de iluminación para NBC en la ciudad de Nueva York y residió en Fair Haven, Nueva Jersey en el momento de su muerte.
Más tarde en la vida, Mapes trabajó como director de iluminación para NBC en Nueva York y se convirtió en abuelo de dos, después de dedicar gran parte de su vida al patinaje como atleta aficionado y profesional y más tarde un entrenador Mapes murió en Red Bank, Nueva Jersey a la edad de cincuenta y nueve años (59) el 18 de febrero de 1961, dejando vínculos con la invención de dos de los favoritos saltos del patinaje con los dedos del pie. Históricamente, a Mapes se le atribuye haber inventado la punta del pie y por algunos el flip.